# Поласьйонес
Поласьйонес (ісп. Polaciones) — муніципалітет в Іспанії, у складі автономної спільноти Кантабрія. Населення — 252 осіб (2009).
Муніципалітет розташований на відстані близько 300 км на північ від Мадрида, 65 км на південний захід від Сантандера.
На території муніципалітету розташовані такі населені пункти: Бельмонте, Кальєседо, Котільйос, Ла-Лагуна, Ломбранья (адміністративний центр), Пеханда, Пуенте-Пумар, Сальседа, Сан-Мамес, Санта-Еулалія, Тресабуела, Уснайо.

## Демографія
Динаміка населення (INE ):

## Галерея зображень

Розташування муніципалітету